# Macrocarpaea pachystyla
Macrocarpaea pachystyla är en gentianaväxtart som beskrevs av Ernest Friedrich Gilg. Macrocarpaea pachystyla ingår i släktet Macrocarpaea och familjen gentianaväxter. Inga underarter finns listade i Catalogue of Life.